# Riada del Tamarguillo de 1961

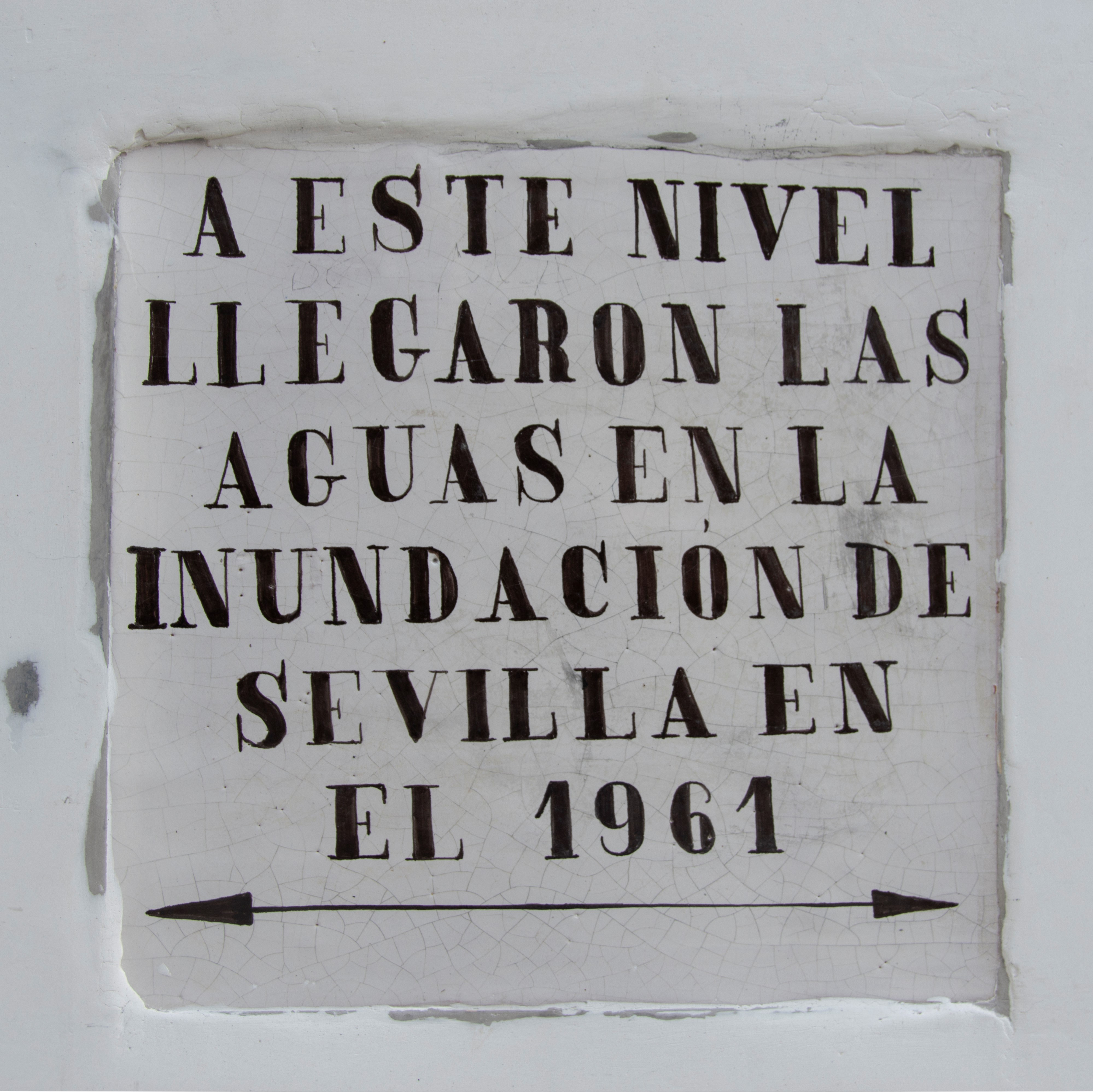
Azulejo situado en la Alameda de Hércules que marca el nivel alcanzado por las aguas en la inundación de 1961.

La riada del Tamarguillo de 1961 ha sido la última de las grandes inundaciones de Sevilla y una de las mayores sufridas por la ciudad en su historia reciente. Un tercio del núcleo urbano se vio anegado por la rotura del muro de defensa del arroyo Tamarguillo. 

## Arroyo Tamarguillo
El Tamarguillo es un arroyo que nace en la elevación de Los Alcores a pocos kilómetros de Sevilla y cuyo cauce y desembocadura ha sido modificado por el hombre en varias ocasiones a lo largo del último siglo y medio para defender a la ciudad de su desbordamiento. En 1961, cuando se produjo la inundación, el Tamarguillo entraba en la ciudad por lo que hoy es el Parque del Tamarguillo, recogía las aguas de otro arroyo, el Tagarete, recorría la ciudad por la Ronda del Tamarguillo y desembocaba en el río Guadaira.

## Antecedentes
El día 16 de noviembre de 1961 se iniciaron fuertes precipitaciones en la zona sur de España que continuaron los días siguientes. Ante el incremento  que experimentó el nivel de las aguas del arroyo Tamarguillo, y en previsión de inundaciones se evacuaron numerosas viviendas de la zona norte de Sevilla. En la mañana del 25 de noviembre el agua empezó a desbordar el cauce y a socavar las paredes del muro de tierra que servía de defensa.

## La inundación

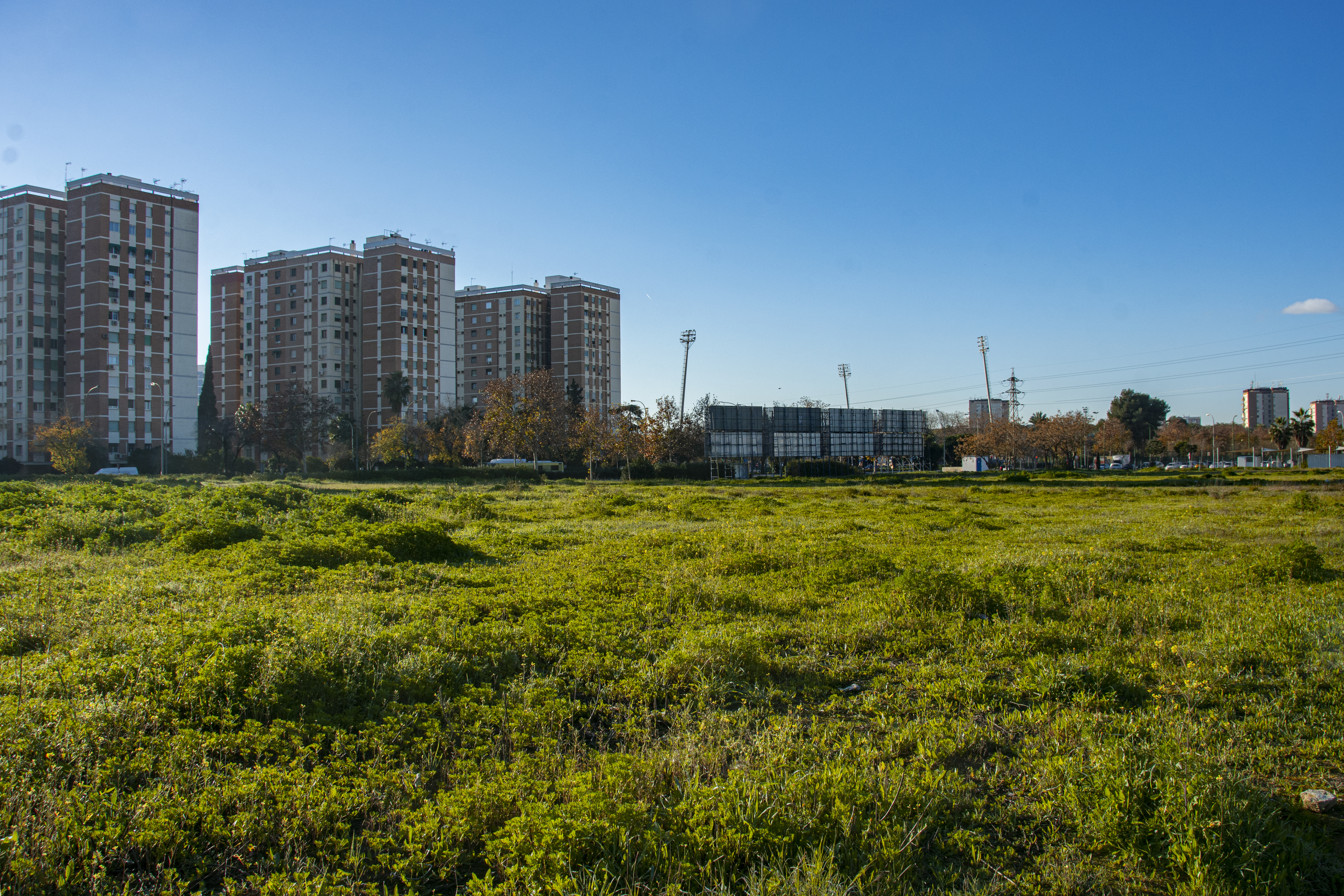
Vista actual de la explanada situada entre la actual avenida de Kansas City y la carretera de Carmona, lugar aproximado donde se produjo la rotura inicial del muro de protección del Tamarguillo y donde se originó el primer foco de la inundación.

Sobre las 15:45 del día 25 de noviembre, se produjo la rotura parcial del muro de protección del arroyo Tamarguillo en un lugar situado entre la carretera de Carmona y la actual avenida de Kansas City, a la altura aproximada de la glorieta Rafael Gordillo y muy cercano a la barriada de la Corza que fue la primera zona afectada por la riada. Esta brecha se agrandó hasta alcanzar unos 50 metros. A esta primera rotura le siguieron otras dos de menor longitud, algunas horas después, al otro lado de la carretera de Carmona. Las primeras aguas alcanzaron en muy poco tiempo los barrios de La Corza, el Fontanal, Árbol Gordo, San José Obrero, Miraflores y todo el Norte de la ciudad desde la Ronda de Capuchinos.
Independiente de este punto, ese mismo día se originaron otros dos puntos conflictivos más al sur de la ciudad. El primero se provocó por el desbordamiento del mismo Tamarguillo en una zona próxima a la carretera de Su Eminencia, cuyas aguas alcanzaron el Cerro del Águila, el Prado de San Sebastián y el parque de María Luisa. El segundo se produjo como consecuencia del desbordamiento del río Guadaira, el agua confluyó con las del Tamarguillo en el parque de María Luisa y llegaron hasta la puerta de Jerez. Durante la madrugada se inundó un antiguo cauce del Guadalquivir que discurría desde la Alameda de Hércules, La Campana hasta la Plaza Nueva, con una cota máxima de agua de tres metros en la Alameda. En la mañana del día 26 de noviembre la inundación de la ciudad alcanzó su máxima extensión.
El lunes 27 se inició una bajada ligera de los niveles de agua, el martes ya la mejoría fue ostensible y asomaron los daños provocados por el agua y esa tarde se terminó de taponar la brecha principal del Tamarguillo. No se dio una fecha oficial de finalización de la riada del Tamarguillo pero el día 30 de noviembre todavía quedaba agua en algunos barrios.
Se ha calculado que el volumen aproximado de agua que ocupó la capital fue 4.000.000 m3 que alcanzó una altura de tres y cuatro metros en los sectores más afectados. Según las cifras oficiales, la superficie inundada fue de 552 ha, un tercio del total de la ciudad y afectó en mayor o menor grado a 150.000 habitantes.
Las investigaciones más recientes han elevado el número de hectáreas afectadas hasta 3.448, una superficie unas seis veces mayor que los datos oficiales.

## Operación Clavel
La Operación Clavel fue una campaña de auxilio a los damnificados por las inundaciones de noviembre de 1961, organizada por Manuel Zuasti, director de la emisora Radio España y el popular periodista Bobby Deglané. Culminó con una gran caravana de 142 camiones, 150 turismos y 82 motos que transportaban alimentos, enseres y juguetes para los afectados. Partió de Madrid el 18 de diciembre y llegó a Sevilla al día siguiente en medio de una enorme expectación. 
A su entrada en esta ciudad, una avioneta que acompañaba a la caravana se enredó con unos cables de alta tensión y se precipitó contra el numeroso público que esperaba el paso de la misma. En el accidente fallecieron veinte personas y hubo más de cien heridos.